# Discography: The Complete Singles Collection
Mint a nevéből is kiderül a Discography egy gyűjteményes (best of) kiadás is a Pet Shop Boys 1991-ig kiadott slágereiből, de helyet kapott két új szerzemény is az albumon ("DJ culture" és "Was it worth it?"). Az album a slágerek 7"-es verzióit tartalmazza, amelyek közül 
előzőleg csak hat jelent meg ebben a változatban valamelyik korábbi nagylemezen.
Ezzel egyidőben jelent meg az ugyanezen számok videóit tartalmazó videóklip gyűjtemény, Videography néven. Az albumtól eltérően a "Was it worth it?" nem szerepelt rajta, lévén még nem volt leforgatva (ez a később megjelenő japán kiadás már tartalmazta), de helyet kapott helyette  a "How can you expect to be taken seriously?", amely az albumról főleg időhiány (ezzel a számmal már túllépte volna a 80 perces kapacitást a CD) miatt maradt ki, bár valószínűleg az is közrejátszott, hogy ez a dal önmagában nem volt akkora siker.

## Tracklista
1. "West End Girls" – 3:59
2. "Love Comes Quickly" – 4:17
3. "Opportunities (Let's Make Lots of Money)" – 3:36
4. "Suburbia]" – 4:03
5. "It's a Sin" – 4:59
6. "What Have I Done to Deserve This?" – 4:19
7. "Rent" – 3:32
8. "Always on My Mind" – 3:53
9. "Heart" – 4:16
10. "Domino Dancing" – 4:17
11. "Left to My Own Devices" – 4:46
12. "It's Alright" – 4:19
13. "So Hard" – 3:58
14. "Being Boring" – 4:50
15. "Where the Streets Have No Name (I Can't Take My Eyes Off You)" – 4:30
16. "Jealousy" – 4:15
17. "DJ Culture" – 4:13
18. "Was It Worth It?" – 4:22